# Yoseph Colombo
Yoseph Colombo (Livorno, 21 novembre 1897 – Milano, 16 marzo 1975) è stato un rabbino italiano.

## Biografia
Yoseph Colombo, figlio del rabbino di Livorno Samuele Colombo e di Clelia Luzzatti, intraprese studi rabbinici fin da giovanissimo occupandosi in particolare della Cabala sulle orme del livornese Elia Benamozegh. 
Si laureò in filosofia a Pisa nel 1920.
Fu professore e poi preside al liceo scientifico Antonio Roiti di Ferrara e nel 1938, con l'emanazione delle leggi razziali, venne costretto alle dimissioni. 
Fu chiamato a Milano dove assieme ad Arturo Finzi fondò la scuola ebraica di via Eupili per far continuare gli studi ai ragazzi cacciati dalle scuole milanesi. Dopo la guerra divenne preside del Liceo Berchet di Milano, rimanendovi sino al 1967.
Continuò ad occuparsi di studi ebraici e insegnò dal 1947 lingua e letteratura ebraica presso l'Università Bocconi.
Ebbe tre figlie: Anna Regina, Sara e Clelia.